# Завойовуй свій шлях
«Завойовуй свій шлях» (англ. Winning His Way) — американська короткометражна спортивна драма режисера Ерла С. Кентона 1924 року.

## У ролях
- Джек Демпсі — Тігер Джек О'Дей
- Естер Ралстон — Голлі Маллой
- Гейден Стівенсон — місіс Салліван
- Чарльз Райснер — Чак — менеджер
- Джордж Ові — Ед Мартін — менеджер
- Едгар Кеннеді
- Кармеліта Джераті — офіціантка
- Френк Когхлан молодший — сирота